# モエカレはオレンジ色
『モエカレはオレンジ色』（モエカレはオレンジいろ、英語: My Boyfriend in Orange）は、玉島ノンによる日本の漫画作品。
『デザート』（講談社）において、2016年7月号から連載中。女子高生と消防士の恋を描いた物語。2021年8月時点で累計発行部数は140万部を突破している。

## あらすじ
女子高生の佐々木萌衣は、火災訓練で知り合ったシャイで真面目な消防士、蛯原恭介に惹かれていく。

## 登場人物
佐々木萌衣（ささき もえ）
女子高生。
蛯原恭介（えびはら きょうすけ）
消防士(消防士長)。真面目、シャイな性格。
姫野恒星(ひめの　こうせい)
消防士(消防士長)。性格は王子様、慎重派。蛯原恭介とは何かと性格が合わない。

## 書誌情報
- 玉島ノン『モエカレはオレンジ色』講談社〈KCデザート〉、既刊15巻（2025年8月12日現在）
  1. 2016年10月13日発売[講 1]、ISBN 978-4-06-365883-5
  2. 2017年3月13日発売[講 2]、ISBN 978-4-06-365902-3
  3. 2017年8月10日発売[講 3]、ISBN 978-4-06-365918-4
  4. 2017年12月13日発売[講 4]、ISBN 978-4-06-510589-4
  5. 2018年5月11日発売[講 5]、ISBN 978-4-06-511463-6
  6. 2018年9月13日発売[講 6]、ISBN 978-4-06-512873-2
  7. 2019年2月13日発売[講 7]、ISBN 978-4-06-514573-9
  8. 2019年7月12日発売[講 8]、ISBN 978-4-06-516315-3
  9. 2020年1月10日発売[講 9]、ISBN 978-4-06-518168-3
  10. 2020年8月12日発売[講 10]、ISBN 978-4-06-520469-6
  11. 2021年8月12日発売[講 11]、ISBN 978-4-06-524460-9
  12. 2022年4月13日発売[講 12]、ISBN 978-4-06-526844-5
  13. 2022年7月13日発売[講 13]、ISBN 978-4-06-528524-4
  14. 2024年10月11日発売[講 14]、ISBN 978-4-06-537204-3
  15. 2025年8月12日発売[講 15]、ISBN 978-4-06-540442-3

## 実写映画
2022年7月8日公開。主演は岩本照（Snow Man）、ヒロイン役に生見愛瑠。
キャッチコピーは「守ってくれる人を、好きになりました」。

### キャスト
蛯原恭介
演 - 岩本照（Snow Man）
超シャイで真面目な消防士。
佐々木萌衣
演 - 生見愛瑠
ぼっちな女子高生。
姫野恒星
演 - 鈴木仁
蛯原と同期の消防士。
風間慎一郎
演 - 上杉柊平
蛯原と同期の消防士。
児嶋元気
演 - 浮所飛貴（美 少年 / ジャニーズJr.）
蛯原の後輩消防士。
新堂一馬
演 - 古川雄大
蛯原の先輩消防士。
三鷹柊人
演 - 藤原大祐
萌衣のクラスメイト。
桐谷紗弓
演 - 永瀬莉子
萌衣の友達。
その他
四宮花純
演 - 高月彩良
7年前に事故死した蛯原の恋人で蛯原の忘れられない人
ちよみ
演 - 笛木優子
萌衣の母親

### スタッフ
- 原作：玉島ノン『モエカレはオレンジ色』（講談社『月刊デザート』連載）
- 監督：村上正典
- 脚本：山岡潤平
- 主題歌：Snow Man「オレンジkiss」（MENT RECORDING）[5]
- 音楽：林イグネル小百合
- エグゼクティブプロデューサー：吉田繁暁
- プロデューサー：田渕みのり、福島大輔
- 撮影：向後光徳
- 照明：北岡孝文
- 美術：須江大輔
- 録音：長村翔太
- 編集：西潟弘記
- 装飾：吉際健
- スクリプター：小原菁子
- 音響効果：井上奈津子
- 選曲：近藤隆史
- VFXスーパーバイザー：豊直康
- 助監督：菊川誠
- 衣装：加藤優香利
- ヘアメイク：小林真由
- 音楽プロデューサー：木村学
- 宣伝プロデューサー：松浦由里子
- アシスタントプロデューサー：細井菜都記
- プロダクションマネージャー：小松次郎
- ラインプロデューサー：山田彰久
- 制作プロダクション：松竹撮影所
- 制作協力：松竹映像センター
- 企画・配給：松竹
- 製作：「モエカレはオレンジ色」製作委員会（松竹、ジェイ・ストーム、講談社、松竹ブロードキャスティング）

### 受賞歴
- 第46回日本アカデミー賞[6]
  - 新人俳優賞 - 生見愛瑠

### 講談社コミックプラス
以下の出典は講談社コミックプラス（講談社）内のページ。書誌情報の発売日の出典としている。
1. ↑  “『モエカレはオレンジ色（1）』（玉島 ノン）”. 講談社コミックプラス.   講談社. 2022年3月21日閲覧。
2. ↑  “『モエカレはオレンジ色（2）』（玉島 ノン）”. 講談社コミックプラス.   講談社. 2022年3月21日閲覧。
3. ↑  “『モエカレはオレンジ色（3）』（玉島 ノン）”. 講談社コミックプラス.   講談社. 2022年3月21日閲覧。
4. ↑  “『モエカレはオレンジ色（4）』（玉島 ノン）”. 講談社コミックプラス.   講談社. 2022年3月21日閲覧。
5. ↑  “『モエカレはオレンジ色（5）』（玉島 ノン）”. 講談社コミックプラス.   講談社. 2022年3月21日閲覧。
6. ↑  “『モエカレはオレンジ色（6）』（玉島 ノン）”. 講談社コミックプラス.   講談社. 2022年3月21日閲覧。
7. ↑  “『モエカレはオレンジ色（7）』（玉島 ノン）”. 講談社コミックプラス.   講談社. 2022年3月21日閲覧。
8. ↑  “『モエカレはオレンジ色（8）』（玉島 ノン）”. 講談社コミックプラス.   講談社. 2022年3月21日閲覧。
9. ↑  “『モエカレはオレンジ色（9）』（玉島 ノン）”. 講談社コミックプラス.   講談社. 2022年3月21日閲覧。
10. ↑  “『モエカレはオレンジ色（10）』（玉島 ノン）”. 講談社コミックプラス.   講談社. 2022年3月21日閲覧。
11. ↑  “『モエカレはオレンジ色（11）』（玉島 ノン）”. 講談社コミックプラス.   講談社. 2022年3月21日閲覧。
12. ↑  “『モエカレはオレンジ色（12）』（玉島 ノン）”. 講談社コミックプラス.   講談社. 2022年4月13日閲覧。
13. ↑  “『モエカレはオレンジ色（13）』（玉島 ノン）”. 講談社コミックプラス.   講談社. 2022年7月13日閲覧。
14. ↑  “『モエカレはオレンジ色（14）』（玉島 ノン）”. 講談社コミックプラス.   講談社. 2024年10月11日閲覧。
15. ↑  “『モエカレはオレンジ色（15）』（玉島 ノン）”.   講談社. 2025年8月12日閲覧。